# Fire (canción de U2)
«Fire» es el quinto título de la cara A del álbum October de la banda irlandesa U2. Se grabó especialmente como un sencillo en Nassau, Bahamas, unos meses antes de que el grupo grabara el álbum October. La producción corrió a cargo de Steve Lillywhite.
Fire se lanzó como sencillo en Irlanda y el Reino Unido en junio de 1981, y se convirtió en el primer éxito de U2 que entró en la lista de los cuarenta principales, ocupando el número 35. Además, en Gran Bretaña se comercializó otro sencillo en un formato doble especial que contenía las siguientes canciones: "Cry/The Electric Co.", "The Ocean" y "11 O'Clock Tick Tock". 
La misma versión de Fire apareció nuevamente en la cara B del sencillo de A Celebration que sólo se distribuyó en Japón. Así mismo, una versión de la canción que se había grabado en el Werchter Festival de Bélgica el 3 de julio de 1982 y que había sido producida por Steve Lillywhite, se incluyó en el sencillo de New Year's Day.

## Lista de canciones
| Sencillo de 7 pulgadas |              |          |  |
| N.º                    | Título       | Duración |  |
| 1.                     | «Fire»       | 3:48     |  |
| 2.                     | «J. Swallow» | 2:18     |  |

| Sencillo de 12 pulgadas |                        |          |  |
| N.º                     | Título                 | Duración |  |
| 1.                      | «Fire»                 | 3:50     |  |
| 2.                      | «J. Swallow»           | 2:20     |  |
| 3.                      | «11 O'Clock Tick Tock» | 4:52     |  |
| 4.                      | «The Ocean»            | 2:14     |  |

| Sencillo de doble de 7 pulgadas |                                    |          |  |
| N.º                             | Título                             | Duración |  |
| 1.                              | «Fire»                             | 3:50     |  |
| 2.                              | «J. Swallow»                       | 2:19     |  |
| 3.                              | «11 O'Clock Tick Tock / The Ocean» | 7:06     |  |
| 4.                              | «Cry / The Electric Co.»           | 4:56     |  |

| Vinilo promocional de 7 pulgadas y 10 pulgadas |        |          |  |
| N.º                                            | Título | Duración |  |
| 1.                                             | «Fire» | 3:16     |  |

## Personal
- Paul Hewson (Bono) - Voz principal
- Dave Evans (The Edge) - Guitarra y segunda voz
- Adam Clayton - Bajo
- Larry Mullen Jr. - Batería

- Datos: Q2121525